# 郭石渠
郭石渠（1717年—1789年），字文淵，號介發，贵州安化縣邵家桥（今屬思南縣）人，清朝政治人物，同進士出身。

## 生平
雍正二年（1724年）舉甲辰科鄉試第一（解元），雍正五年（1727年）中式丁未科三甲七十名進士。選翰林院庶吉士，散館授編修，历官礼部郎中。雍正十三年（1735年）陕西乡试正考官。乾隆二年（1737年）任江南道監察御史。乾隆十一年（1746年）任戶部廣西司郎中。曾奉旨伴送暹罗贡使朗三立哇提等归国，钦赐一品服。致仕後，将在京樱桃斜街的住宅捐出，為貴州同鄉會試寓馆。有《请豁无田之粮义厚民生疏》、《中和山记》等著作傳世。